# Manhunt Internacional
Manhunt International é um tradicional concurso de beleza masculino realizado anualmente desde 1993, idealizado pelo empresário da Metromedia Singapore, Alex Liu com realização conjunta da empresa australiana Procon Leisure International. Devido ao falecimento de Alex em 2018, o comando do certame passou ao empresário australiano Rosko Dickinson. Anualmente o concurso recebe mais de trinta países de diversas partes do mundo em cidades-sedes diferentes, sendo realizado com mais frequência no continente asiático.

## Vencedores
Na tabela abaixo constam todos os campeões do concurso: 
| Ano  | Edição | Campeão                         | Vice-campeão                           | Terceiro lugar                     | Número de candidatos | Ref.   |
| ---- | ------ | ------------------------------- | -------------------------------------- | ---------------------------------- | -------------------- | ------ |
| 1993 | 1ª     | Costa Rica - Thomas Sasse       | Turquia - Berke Hürcan                 | Suíça - Raffaele Memoli            | 24                   | [ 1 ]  |
| 1994 | 2ª     | Grécia - Nikolas Papadakis      | Austrália - Trent Garfthon             | Estados Unidos - Richard Planks    | 24                   | [ 2 ]  |
| 1995 | 3ª     | África do Sul - Albe Geldenhuys | Índia - Dino Morea                     | Estados Unidos - David Arnold      | 35                   | [ 3 ]  |
| 1997 | 4ª     | Nova Zelândia - Jason Erceg     | Venezuela - Sandro Finnoglio           | Filipinas - Vincent Pinto          | 38                   | [ 4 ]  |
| 1998 | 5ª     | Suécia - Peter Eriksen          | Alemanha - Tamme Boh Tjarks            | Estados Unidos - Robert Korceki    | 34                   | [ 5 ]  |
| 1999 | 6ª     | Venezuela - Ernesto Calzadilla  | Índia - John Abraham                   | Dinamarca - Peter Kerby            | 43                   | [ 6 ]  |
| 2000 | 7ª     | Austrália - Brett Wilson        | México - David Zepeda                  | Singapura - Brandon Choo           | 33                   | [ 7 ]  |
| 2001 | 8ª     | Índia - Rajeev Singh            | China - Leo Zhang Wei Biao             | Venezuela - Luis Nery              | 43                   | [ 8 ]  |
| 2002 | 9ª     | França - Fabrice Wattez         | Bélgica - Bart De Schuymer             | Turquia - Murat Erbaytan           | 47                   | [ 9 ]  |
| 2005 | 10ª    | Turquia - Tolgahan Sayışman     | Letônia - Agris Blaubuks               | Curaçao - Henry Romero             | 42                   | [ 10 ] |
| 2006 | 11ª    | Estados Unidos - Jaime Mayol    | Bélgica - Fabien Hauquier              | China - Zhao Zheng                 | 53                   | [ 11 ] |
| 2007 | 12ª    | China - Jeffrey Zheng           | Canadá - Jason Millot                  | Grécia - Ioannis Athitakis         | 48                   | [ 12 ] |
| 2008 | 13ª    | Marrocos - Abdel Maghraouy      | Suécia - Egill Arnljots                | Costa Rica - Cesar Vegas           | 47                   | [ 13 ] |
| 2010 | 14ª    | Eslováquia - Peter Menky        | Gibraltar - Bogdan Brasoveanu          | Brasil - Marlon Di Gregori         | 50                   | [ 14 ] |
| 2011 | 15ª    | China - Chen Jian Feng          | República Dominicana - Nelson Sterling | Bélgica - Gianni Sennesael         | 48                   | [ 15 ] |
| 2012 | 16ª    | Filipinas - June Macasaet       | Suécia - Peter Jonsson                 | Macau - Martin Wang Yu-Tian        | 53                   | [ 16 ] |
| 2016 | 17ª    | Suécia - Patrik Sjöö            | Hong Kong - Ba Te Er                   | Inglaterra - Christopher Bramell   | 43                   | [ 17 ] |
| 2017 | 18ª    | Vietnã - Trương Ngọc Tình       | Tailândia - Kongnat Choeisuwan         | Líbano - Gaetan Osman              | 37                   | [ 18 ] |
| 2018 | 19ª    | Espanha - Vicent Llorach        | Austrália - Dale Maher                 | Holanda - Luca Derin               | 28                   | [ 19 ] |
| 2020 | 20ª    | Holanda - Paul Luzineau         | Grécia - Nikos Antonopoulos            | Brasil - Matheus Giora             | 36                   | [ 20 ] |
| 2022 | 21ª    | Austrália - Lochie Carey        | Filipinas - Joshua de Sequera          | Estados Unidos - Elijah Van Zanten | 33                   | [ 21 ] |
| 2024 | 22ª    | Tailândia - Kevin Dasom         | França - Lucas Schlachter              | Filipinas - Kenneth Stromsnes      | 37                   | [ 22 ] |

1. Não houve concurso nos seguintes anos: 1996, 2003, 2004, 2009, de 2013 a 2015, 2019 e 2021.

### Edições
1. Manhunt International 2016
2. Manhunt International 2017

### Hall of fame

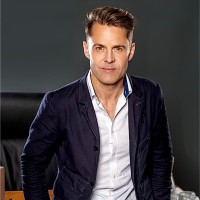
Albe Geldenhuys, Manhunt Int. 1995, África do Sul
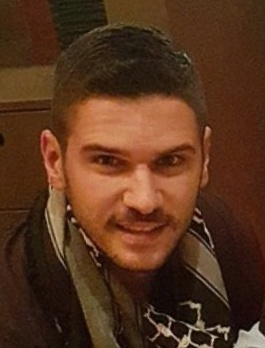
Tolgahan Sayışman, Manhunt Int. 2005, Turquia
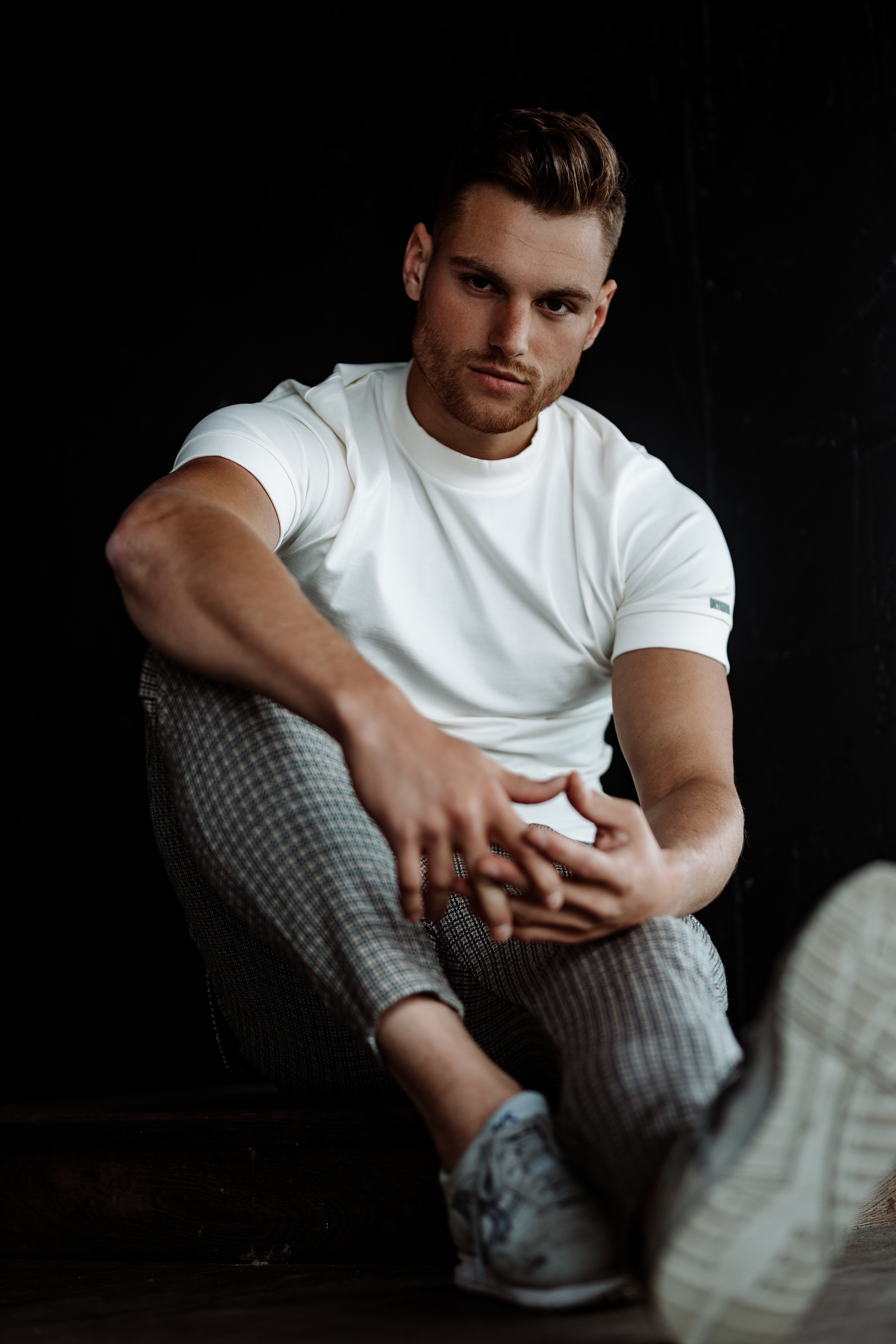
Paul Luzineau, Manhunt Int. 2020, Países Baixos
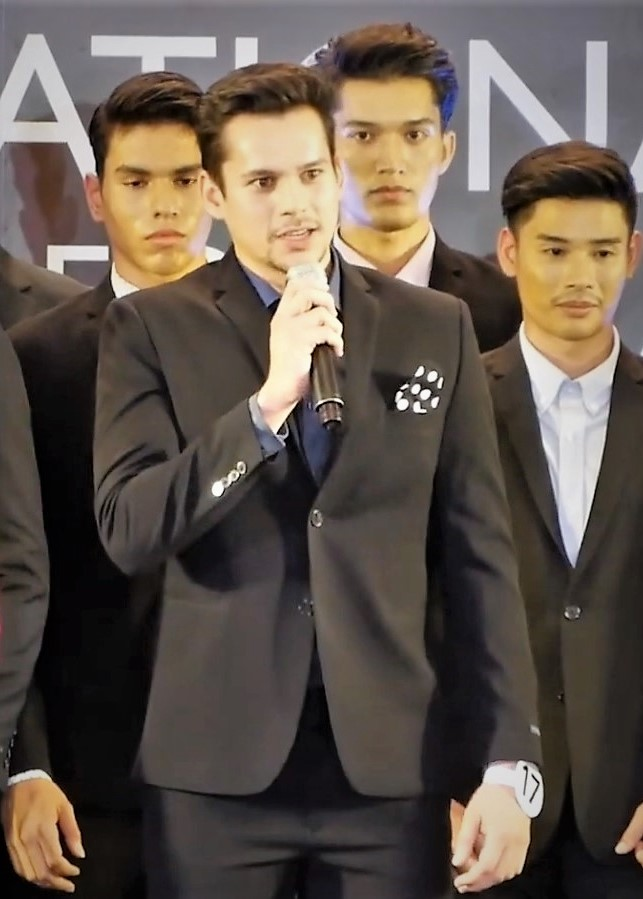
Kevin Dasom, Manhunt Int. 2024, Tailândia

## Conquistas

### Por País

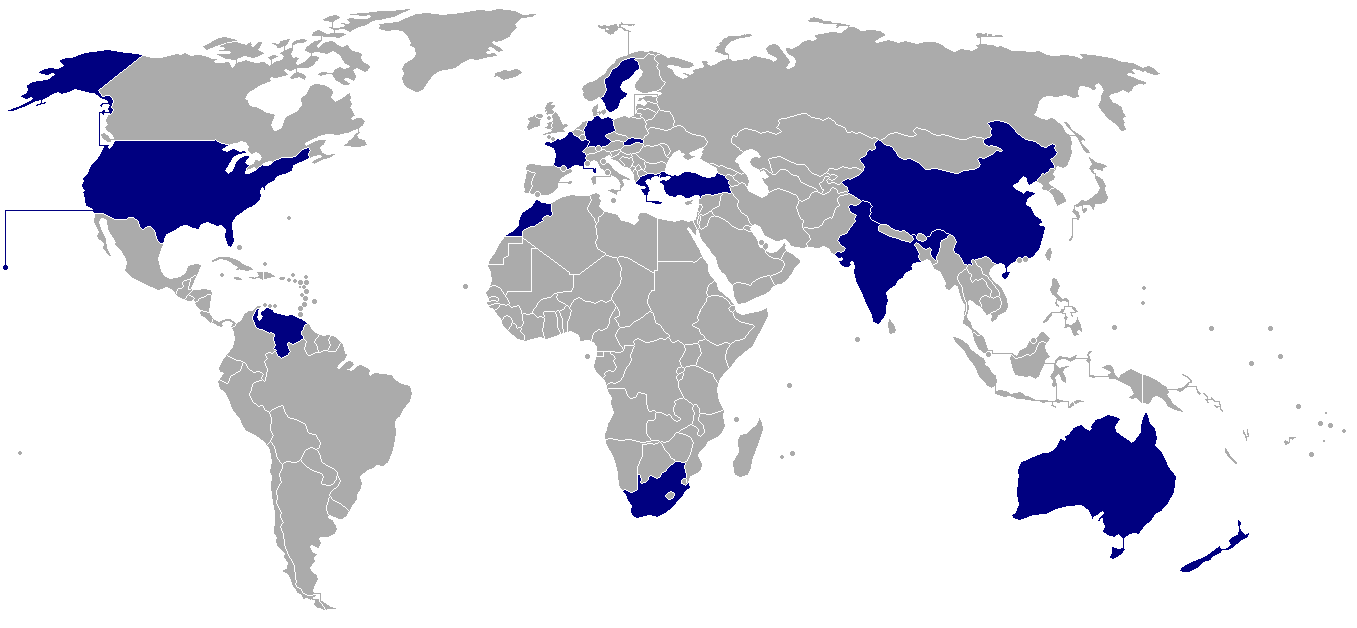
Países que ao menos venceram uma vez o certame.

| País           | Vitórias   |
| -------------- | ---------- |
| Austrália      | 2000, 2022 |
| Suécia         | 1998, 2016 |
| China          | 2007, 2011 |
| Tailândia      | 2024       |
| Países Baixos  | 2020       |
| Espanha        | 2018       |
| Vietnã         | 2017       |
| Filipinas      | 2012       |
| Eslováquia     | 2010       |
| Marrocos       | 2008       |
| Estados Unidos | 2006       |
| Turquia        | 2005       |
| França         | 2002       |
| Índia          | 2001       |
| Venezuela      | 1999       |
| Nova Zelândia  | 1997       |
| África do Sul  | 1995       |
| Grécia         | 1994       |
| Alemanha       | 1993       |

### Por Continente
| Qtde | Continente | Última Vitória |
| ---- | ---------- | -------------- |
| 9    | Europa     | (2020)         |
| 6    | Ásia       | (2024)         |
| 3    | Oceania    | (2022)         |
| 2    | África     | (2008)         |
| 2    | Américas   | (2006)         |

## Manhunt Brasil
O evento responsável por selecionar o candidato brasileiro na disputa é o "Mister Brasil (CNB)".